# 仙覚
仙覚（せんがく）は、鎌倉時代初期における天台宗の学問僧。権律師。『万葉集』研究に大きな功績を残した。建仁3年（1203年）生れとする説が有力。没年不詳。文永9年（1272年）、70歳の年まで存命したことは確実であるが、その生涯の伝記的事項には不明な部分が多い。

## 略歴
東国生れ（常陸国とする説がある）、豪族比企氏の出身であるとされる。13歳にして『万葉集』研究に志し、寛元4年（1246年）、鎌倉幕府将軍藤原頼経の命により『万葉集』諸本の校合に着手する。同年のうちに初度の校本を作成・浄書し、さらに古くより点（漢字本文に附された訓）の加えられてこなかった152首について新たに点を加えた。建長5年（1253年）にはこれを後嵯峨上皇に奏覧し、上皇より「和歌の浦藻にうずもれて知らざりし玉も残らずみがかれにけり」なる歌を送られている。
弘長元年（1261年）以降、松殿御本、尚書禅門真観本、基長中納言本、六條家本、忠定御本、左京兆本などを入手し、万葉集の校合・校本作成にさらに勤しむ。また、この前後より『万葉集』についての体系的な注釈作業を開始し、文永3年（1266年）から文永6年（1269年）にかけて『萬葉集註釈』（萬葉集抄、仙覚抄）を完成させた。文永4年（1267年）、同書二巻に加えた奥書に「文永六年姑洗二日於武蔵国比企郡北方麻師宇郷書写畢」（文永六年姑洗二日、武蔵国比企郡北方麻師宇郷に於いて書写し畢んぬ）とあるところから、晩年は同地に住まったものと思われる。
文永9年（1272年）、70歳の年の奥書が一書に残るより後、仙覚の記事は不明である。

## 業績
万葉研究における仙覚の功績は大きい。彼が生涯をかけて完成させた万葉集校本とそれを元に注釈を加えた『萬葉集註釈』は、明治期に至るまで『万葉集』の定本として多くの研究者に利用されている。注釈・加点自体は現在の観点からすれば物足りない部分もあるが、中世歌学を考えるうえでの重要な資料の一つであり、その価値はやはり高い。仙覚が加えた点を特に新点と称する所以である。
歌人として遇されることは少なかったが、勅撰和歌集では『続古今和歌集』以下に「権律師仙覚」として4首の入集がある。
- 面影のうつらぬときもなかりけり心や花の鏡なるらん（『続古今和歌集』巻第十七雑歌上／花の歌とてよめる）
- こやの池のあしまの水に影さえて氷をそふる冬の夜の月（『続拾遺和歌集』巻第八雑秋歌／冬の歌の中に）
- 秋風は涼しく吹きぬ彦星のむすびし紐は今やとくらん（『新拾遺和歌集』巻第十八雑歌上／秋の歌とて）
- 花ならば咲かぬ木ずゑもまじらましなべて雪降るみ吉野の山（『新続古今和歌集』巻第十七雑歌上／題しらず）

## 鎌倉仙覚文庫
神奈川県鎌倉市は市制80周年事業として2019年11月1日、市中央図書館などが所蔵する古典文学資料をまとめた「鎌倉仙覚文庫」を開設した。仙覚が、市内の妙本寺で『万葉集』研究を行ったことを記念しており、青山学院大学および二松学舎大学と研究支援のための協定を結んだ。